# Inaccessiblegors
De inaccessiblegors (ook wel:tristangors, Nesospiza acunhae) is een zangvogel uit de familie Thraupidae (tangaren). Het is een kwetsbare, endemische vogelsoort van het eiland Inaccessible van de archipel van Tristan da Cunha. Net als de darwinvinken van de Galapagoseilanden vormt deze vogelsoort een interessant voorbeeld van soortvorming op eilanden (adaptieve radiatie).

## Kenmerken

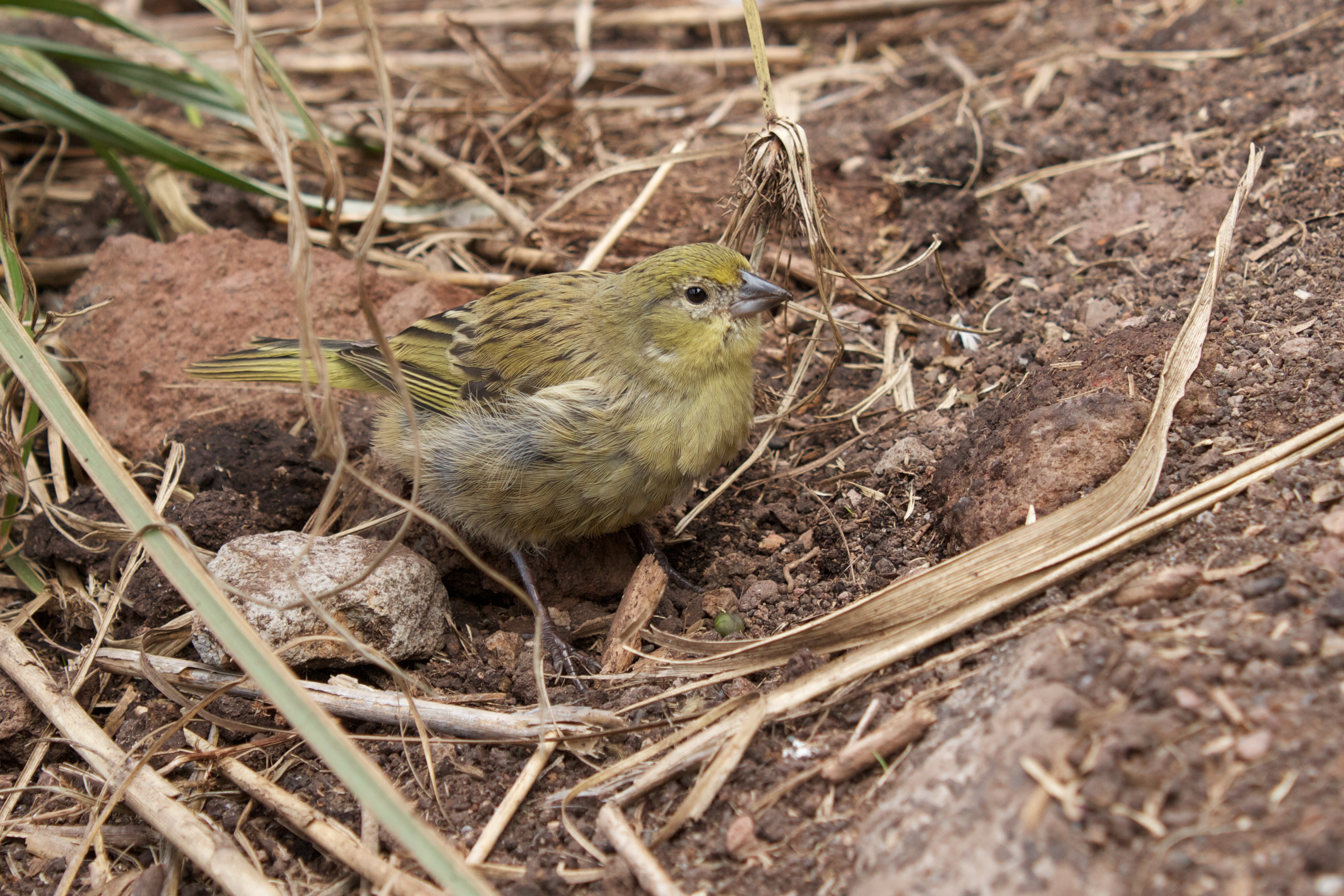
Foto van de tristangors gemaakt op 20 maart 2012 door Brian Gratwicke

De soort is 17 tot 21 cm lang. Het is een soort met grote onderlinge variatie. Het mannetje van de nominaat is olijfkleurig groen van boven en bleekgroen van onder en voor op de kop en kruin en keel geelachtig. De kop is verder rond het oog en de oorstreek bleekgrijs van kleur. De vleugels zijn donker, olijfbruin met geelgroene randen aan de veren. Het oog is donkerbruin en de snavel en poten zijn donkergrijs. Het vrouwtje is gemiddeld kleiner, doffer van kleur en is van boven gestreept. Onvolwassen vogels zijn nog sterker gestreept. De ondersoort N. a. fraseri is iets opvallender gekleurd, gemiddeld groter, maar met een relatief kleine snavel. De ondersoort N. a. dunnei is gemiddeld weer groter dan de andere twee en heeft een dikke snavel.

## Verspreiding en leefgebied
De soort telt drie ondersoorten:
- N. a. acunhae Cabanis, 1873: vooral de kusten van Inaccessible (op het eiland Tristan da Cunha uitgestorven).
- N. a. dunnei Hagen, 1952: zowel aan de kust en oostelijk op het plateau.
- N. a. fraseri Ryan, 2008[3]: Op het plateau.

Hier worden dus drie ondersoorten onderscheiden, die ieder in een eigen leefgebied voorkomen. De ondersoort N. a. acunhae komt alleen voor in het kustgebied in terrein met afwisselend rotsen en grote pollen slijkgras (Spartina arundinacea). Midden op het eiland zit de ondersoort N. a. dunnei, die gebonden is aan hoog struikgewas van een verwant van de wegedoorn, Phylica arborea, die groeit op het plateau midden op het eiland. De snavels van deze ondersoort zijn zeer geschikt voor het eten van de zaden van deze planten. Ook op het plateau, maar meer in heide-achtige vegetatie, komt de ondersoort N. a. fraseri voor. Vogels van het plateau foerageren soms aan de kust en in het grensgebied tussen de heidevegetatie en de wegedoornvegetatie hybridiseren alle drie de ondersoorten. Er is dus geen sprake van drie genetisch geïsoleerde populaties. Het proces van soortvorming is nog gaande.

## Status
De inaccessiblegors heeft een beperkt verspreidingsgebied en daardoor is de kans op uitsterven aanwezig. De grootte van de populatie werd in 2008 geschat op 23.400 volwassen individuen. Omdat voortdurend het risico bestaat dat  invasieve dieren als ratten of muizen of invasieve planten- of schimmelsoorten het ecosysteem op deze eilanden verstoren, staat de soort als kwetsbaar op de Rode Lijst van de IUCN.